# International Formula 3000
| International Formula 3000 | International Formula 3000 |
| -------------------------- | -------------------------- |
| Kategorija                 | Formula 2                  |
| Država                     | Europa                     |
| Prva sezona                | 1985.                      |
| Posljednja sezona          | 2004.                      |

International Formula 3000 je bilo automobilističko prvenstvo koje je 1985. zamijenilo Europsku Formulu 2. Posljednja sezona je vožena 2004. nakon čega je prvenstvo preimenovano u GP2 Series. 

## Prvaci

### Vozači
| Sezona | Vozač                    | Momčad                  | Šasija      | Motor    |
| ------ | ------------------------ | ----------------------- | ----------- | -------- |
| 1985.  | Christian Danner         | BS Automotive           | March 85B   | Cosworth |
| 1986.  | Ivan Capelli             | Genoa Racing            | March 86B   | Cosworth |
| 1987.  | Stefano Modena           | Onyx                    | March 87B   | Cosworth |
| 1988.  | Roberto Moreno           | Bromley Motorsport      | Reynard 88D | Cosworth |
| 1989.  | Jean Alesi               | Eddie Jordan Racing     | Reynard 89B | Mugen    |
| 1990.  | Érik Comas               | DAMS                    | Lola T90/50 | Mugen    |
| 1991.  | Christian Fittipaldi     | Pacific Racing          | Reynard 91D | Mugen    |
| 1992.  | Luca Badoer              | Crypton Engineering     | Reynard 92D | Mugen    |
| 1993.  | Olivier Panis            | DAMS                    | Reynard 93D | Cosworth |
| 1994.  | Jean-Christophe Boullion | DAMS                    | Reynard 94D | Cosworth |
| 1995.  | Vincenzo Sospiri         | Super Nova Racing       | Reynard 95D | Cosworth |
| 1996.  | Jörg Müller              | RSM Marko               | Lola T96/50 | Zytek    |
| 1997.  | Ricardo Zonta            | Super Nova Racing       | Lola T96/50 | Zytek    |
| 1998.  | Juan Pablo Montoya       | Super Nova Racing       | Lola T96/50 | Zytek    |
| 1999.  | Nick Heidfeld            | Super Nova Racing       | Lola T99/50 | Zytek    |
| 2000.  | Bruno Junqueira          | Petrobras Junior Team   | Lola T99/50 | Zytek    |
| 2001.  | Justin Wilson            | Coca-Cola Nordic Racing | Lola T99/50 | Zytek    |
| 2002.  | Sébastien Bourdais       | Super Nova Racing       | Lola B02/50 | Zytek    |
| 2003.  | Björn Wirdheim           | Arden International     | Lola B02/50 | Zytek    |
| 2004.  | Vitantonio Liuzzi        | Arden International     | Lola B02/50 | Zytek    |

### Momčadi
Od 1985. do 1999. naslov prvaka se nije dodjeljivao.
| Sezona | Momčad                  | Vozači            | Šasija      | Motor |
| ------ | ----------------------- | ----------------- | ----------- | ----- |
| 2000.  | D2 Playlife Super Nova  | Nicolas Minassian | Lola T99/50 | Zytek |
| 2000.  | D2 Playlife Super Nova  | David Saelens     | Lola T99/50 | Zytek |
| 2001.  | Coca-Cola Nordic Racing | Tomáš Enge        | Lola T99/50 | Zytek |
| 2001.  | Coca-Cola Nordic Racing | Jaroslav Janiš    | Lola T99/50 | Zytek |
| 2001.  | Coca-Cola Nordic Racing | Justin Wilson     | Lola T99/50 | Zytek |
| 2002.  | Arden International     | Björn Wirdheim    | Lola B02/50 | Zytek |
| 2002.  | Arden International     | Tomáš Enge        | Lola B02/50 | Zytek |
| 2003.  | Arden International     | Björn Wirdheim    | Lola B02/50 | Zytek |
| 2003.  | Arden International     | Townsend Bell     | Lola B02/50 | Zytek |
| 2004.  | Arden International     | Vitantonio Liuzzi | Lola B02/50 | Zytek |
| 2004.  | Arden International     | Robert Doornbos   | Lola B02/50 | Zytek |

| Prethodnik:                        | International Formula 3000 (1985. − 2004.) | Nasljednik:                |
| Europska Formula 2 (1967. − 1984.) | International Formula 3000 (1985. − 2004.) | GP2 Series (2005. − 2016.) |